# Zodang Gongpori
Zodang Gongpori is een berg in Tibet. Zodang Gongpori ligt ten oosten van Tsetang in de Yarlung-vallei en steekt zo'n 800 meter boven deze plaats uit. Zodang Gongpori wordt gerekend tot de verblijfplaats van Yarlha Shampo, een machtige berggod.
De berg wordt beschouwd als een van de vier heilige bergen van Tibet, omdat het aan de wieg zou hebben gestaan van de Tibetaanse beschaving. Hier namelijk bezwangerde Avalokitesvara in de verschijning van een aap een demonische ogress en bracht hij de geboortes voort van de zes oude Tibetaanse clans. Volgens de legendes zou er zich in de berg een beyul, ofwel verborgen land, bevinden.